# ناوتو یوشی
ناوتو یوشی (انگلیسی: Naoto Yoshii؛ زادهٔ ۳۰ نوامبر ۱۹۸۷) بازیکن فوتبال اهل ژاپن است.